# Héderváry IX. István
Héderváry IX. István (Hédervár, 1619 előtt - Hédervár, 1646) Héderváry VIII. István fia.

## Élete
1619-ben említik először oklevélben, amikor testvérével Ferenccel örökölték anyjuk birtokait. 1624-ben apja elhunyt. Az 1630-as évek elején áttért a katolikus hitre. 1632-től királynéi étekfogómester. 1634 nyarán elvette az evangélikus egyháztól az ásványi, dunaremetei, hédervári, lipóti, öttevényi, dunaszentpáli templomokat, és átadta a katolikus egyháznak. 1643-ban felújíttatta a hédervári várát. 1638-ban Ferenc testvére elköltözött Hédervárról, és nem sokkal később gyermektelenül elhunyt.

## Családja
Felesége galántai báró Esterházy Erzsébet (1616 október 12 - 1668) volt.
Gyermekei
- Katalin (1636 - 1681) loósi báró Viczay János felesége. Öccse halála után ő örökölte a család birtokait, miután a király fiúsította.
- Ilona (1639 - 1657) hajadonként elhunyt.
- Lőrinc (1642 - 1658 december 14 előtt).